# Asperula involucrata
Asperula involucrata är en måreväxtart som beskrevs av Göran Wahlenberg. Asperula involucrata ingår i släktet färgmåror, och familjen måreväxter. Inga underarter finns listade i Catalogue of Life.